# Little Falls Township (New Jersey)
Little Falls ist ein Township im Passaic County, New Jersey, USA. Das U.S. Census Bureau ermittelte bei der Volkszählung 2020 eine Einwohnerzahl von 13.360.

## Geographie
Nach den Angaben des United States Census Bureaus hat die Stadt eine Gesamtfläche von 7,3 km2, wovon 7,1 km2 Land und 0,2 km2 (2,47 %) Wasser ist.

## Demographie
Nach der Volkszählung von 2000 gibt es 10.855 Menschen, 4.687 Haushalte und 2.873 Familien in der Stadt. Die Bevölkerungsdichte beträgt 1.524,1 Einwohner pro km2. 92,13 % der Bevölkerung sind Weiße, 0,65 % Afroamerikaner, 0,06 % amerikanische Ureinwohner, 4,20 % Asiaten, 0,02 % pazifische Insulaner, 1,33 % anderer Herkunft und 1,60 % Mischlinge. 5,33 % sind Latinos unterschiedlicher Abstammung.
Von den 4.687 Haushalten haben 22,9 % Kinder unter 18 Jahre. 49,1 % davon sind verheiratete, zusammenlebende Paare, 9,4 % sind alleinerziehende Mütter, 38,7 % sind keine Familien, 33,1 % bestehen aus Singlehaushalten und in 13,3 % Menschen sind älter als 65. Die Durchschnittshaushaltsgröße beträgt 2,32, die Durchschnittsfamiliengröße 2,99.
18,1 % der Bevölkerung sind unter 18 Jahre alt, 6,6 % zwischen 18 und 24, 32,4 % zwischen 25 und 44, 24,9 % zwischen 45 und 64, 17,9 % älter als 65. Das Durchschnittsalter beträgt 41 Jahre. Das Verhältnis Frauen zu Männer beträgt 100:89,7, für Menschen älter als 18 Jahre beträgt das Verhältnis 100:87,4.
Das jährliche Durchschnittseinkommen der Haushalte beträgt 58.857 USD, das Durchschnittseinkommen der Familien 70.223 USD. Männer haben ein Durchschnittseinkommen von 49.136 USD, Frauen 37.727 USD. Der Prokopfeinkommen der Stadt beträgt 33.242 USD. 4,6 % der Bevölkerung und 2,8 % der Familien leben unterhalb der Armutsgrenze, davon sind 4,8 % Kinder oder Jugendliche jünger als 18 Jahre und 4,9 % der Menschen sind älter als 65.